# Rádio Canção Nova
Rádio Canção Nova é uma rede de emissoras de rádio pertencente à Fundação João Paulo II, com sede em Cachoeira Paulista, no estado de São Paulo, no Brasil, presente também na cidade de Fátima, no distrito de Santarém, em Portugal. No caso da emissora brasileira, esta também pertence à Rede Católica de Rádio. A Rádio Canção Nova é mantida por doações e contribuições dos ouvintes e sócios-benfeitores da comunidade Canção Nova.

## História

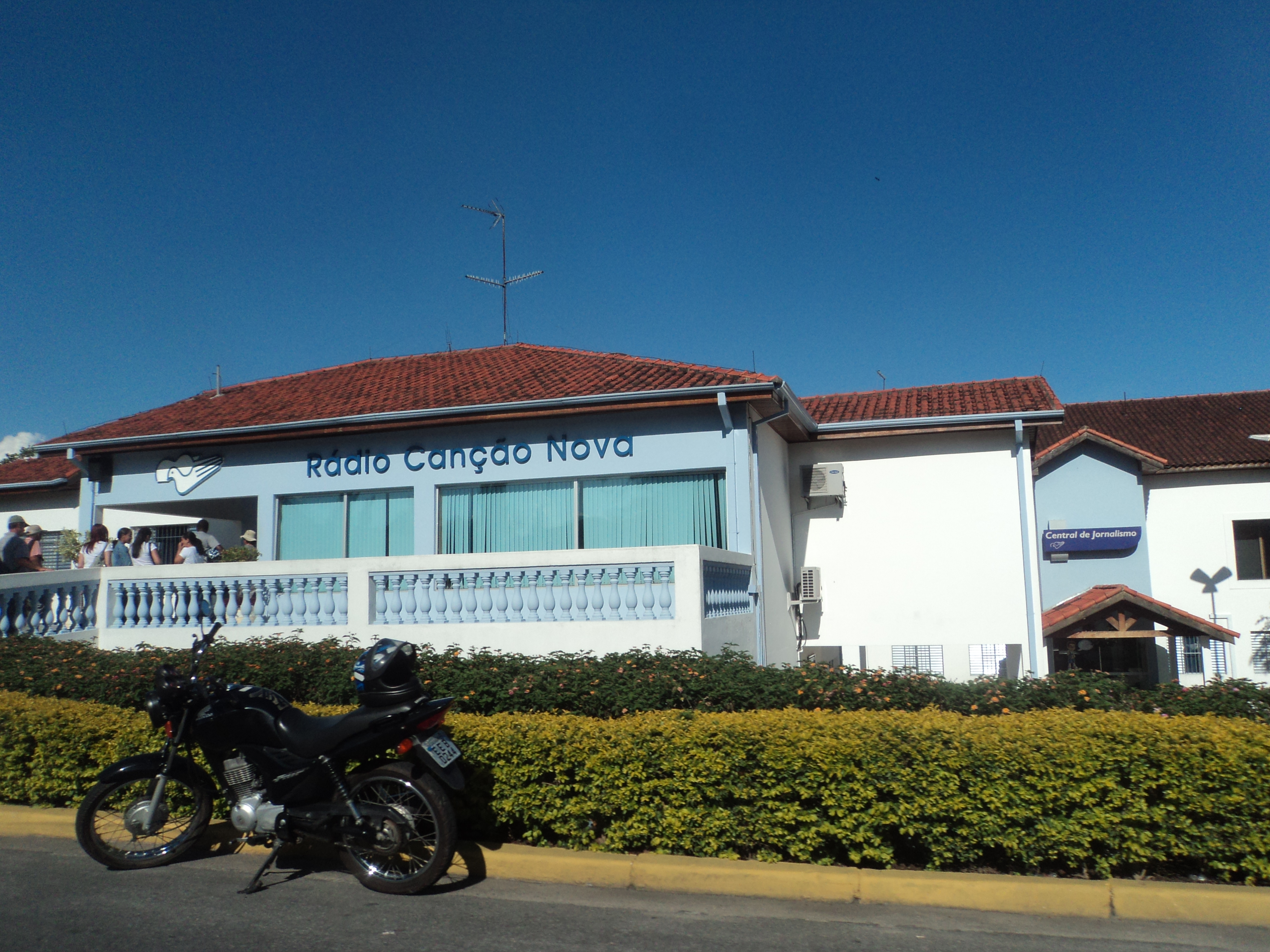
Sede da Rádio Canção Nova no Brasil

A comunidade católica Canção Nova foi fundada em 1978. Desde sua criação, já demonstrava interesse pela “evangelização pelos meios de comunicação”. Já no dia 25 de maio de 1980 foi fundada a Rádio Canção Nova, em Cachoeira Paulista, através do Padre Jonas Abib.
A emissora, desde sua fundação, transmite programação religiosa e boletins jornalísticos. Em 1994, passou a contar com o Jornal Canção Nova.
Em 1995, passou transmitir via satélite, iniciando uma rede de afiliadas pelo Brasil, A primeira emissora própria da entidade foi em Gravatá, em Pernambuco, inaugurada no mesmo ano em AM 1480, a segunda em Vitória da Conquista, na Bahia, inaugurada em 1998, em AM 1210 e a terceira em Palmas, no Tocantins, em AM 690. Esta última inaugurada em 2002, sendo a segunda emissora AM da capital.
A Rádio Canção Nova chegou à capital paulista em 2006 através da Rádio América. Em 2008, chegou ao Rio de Janeiro ocupando a frequência da antiga Rádio Haroldo de Andrade.
Com a migração AM-FM, em 2018, a Rádio Canção Nova AM 1020 de Cachoeira Paulista, na qual é a geradora da rede em todo o Brasil, passou a ocupar a sintonia de 89,1 MHz, algumas mudanças tiveram que ser feitas na programação para adaptar tanto ela quanto a outra FM, no caso a FM 96.3.
Outra emissora própria que migrou para o FM foi a de Gravatá, em Pernambuco, que estava em 1480 kHz e passou para os 100,3 MHz em FM.
Em 2018, a emissora consegue uma concessão própria em São José dos Campos e a Rádio Canção Nova do Grande Vale que operava antes como afiliada em AM 1250 (concessionada em Caçapava) por muitos anos, se tornou própria em agosto de 2019, com a inauguração da FM 95.9.
Ainda em 2020, a Rádio Canção Nova completou 40 anos de existência.